# Umberto Casellato
Umberto Casellato (Treviso, 7 aprile 1969) è un allenatore ed ex giocatore italiano di rugby a 15, in carriera agonistica attivo nel ruolo di mediano di mischia e 10 volte internazionale per l'Italia tra il 1990 e il 1993.
Da allenatore ha vinto due scudetti su due panchine diverse, nel 2012-13 con Mogliano e nel 2020-21 con Rovigo.
Da novembre 2024 è nuovamente allenatore di Mogliano.

## Biografia
Trevigiano, figlio di Franco Casellato, all'epoca allenatore delle giovanili del Benetton, compì l'intera trafila delle squadre juniores del club debuttando in casa dell'Amatori Catania nel serie A1 1987-88; due anni più tardi, a ottobre 1990, esordì in nazionale al Battaglini di Rovigo in una gara di Coppa FIRA contro la Spagna.
A Treviso Casellato vinse due scudetti, nel 1988-89 e nel 1991-92; dopo un primo ritiro nel 1995 tornò a giocare a Mogliano nel 1999, successivamente migrato al Silea, per poi finire la carriera agonistica al Veneziamestre nel 2004.
Passato alla carriera tecnica, nel 2006 fu allenatore in seconda di Jean-Louis Serris al Veneziamestre condotto alla promozione in Super 10; nella stagione successiva subentrò al tecnico francese come prima guida della squadra, conducendola alla salvezza all'ottavo posto.
Dopo un anno sabbatico da commentatore sportivo per la Rai, fu ingaggiato dal Rovigo; i suoi risultati con il club gli valsero il premio di miglior allenatore del 2010.
A seguire, fu allenatore a Mogliano, piazza che alla fine della stagione di Eccellenza 2012-13 portò per la prima volta allo scudetto.
Fu, ancora, alle Zebre come vice di suo cugino Andrea Cavinato, e successivamente capo allenatore al Benetton nonché C.T. dell'Italia A alla Tbilisi Cup 2015.
Dopo un anno alle Fiamme Oro nel 2016-17 fu direttore tecnico al Colorno, incarico tuttavia lasciato a metà stagione per assumere la guida tecnica del Rovigo a metà campionato.
Da tecnico di tale club incorse nel 2019 in un grave incidente disciplinare: durante un derby italiano particolarmente acceso contro il Petrarca in Continental Shield), Casellato rivolse un insulto razzista al samoano Jeremy Su'a, mediano di mischia dei padovani, a seguito del quale fu espulso a circa metà del secondo tempo, apparentemente su segnalazione del quarto ufficiale di gara italiano, che aveva compreso quello che l'arbitro georgiano Shota Tevzadze non aveva colto; nonostante le scuse nel dopogara rivolte al giocatore e al suo club d'appartenenza, Casellato ricevette dall'EPCR otto settimane di squalifica, periodo durante il quale, al fine di dimostrare che l'incidente in campo non fosse di matrice razzista, decise quindi di dirigere una seduta di allenamento rugbistico del Porto Alegre, squadra di calcio di Bosaro militante nel campionato amatori UISP composta interamente da immigrati richiedenti asilo.
In seguito, con Rovigo si aggiudicò la Coppa Italia 2019-20 e lo scudetto l'anno successivo, nel 2020-21, il tredicesimo del club.
Nel 2021 assunse la guida tecnica del Colorno, che portò alle semifinali di campionato nel 2023 e 2024, stagione al termine della quale ha lasciato il Parmense per assumere l'incarico di coordinatore tecnico all'Aquila, tenuto fino al novembre successivo per diventare allenatore capo del Mogliano, a undici anni di distanza dalla prima esperienza con il club veneto culminata con la vittoria dello scudetto.

## Palmarès

### Giocatore
- Campionati italiani: 2
Benetton Treviso: 1988-89, 1991-92

### Allenatore
- Campionati italiani: 2
Mogliano: 2012-13
Rovigo: 2020-21
- Coppe Italia: 1
Rovigo: 2019-20